# Kraniá (ort i Grekland, Thessalien, Nomós Kardhítsas)
Kraniá är en ort i Grekland.   Den ligger i prefekturen Nomós Kardhítsas och regionen Thessalien, i den centrala delen av landet, 230 km nordväst om huvudstaden Aten. Kraniá ligger 96 meter över havet och antalet invånare är 720.
Terrängen runt Kraniá är platt åt nordost, men åt sydväst är den kuperad. Runt Kraniá är det ganska tätbefolkat, med 104 invånare per kvadratkilometer. Närmaste större samhälle är Trikala, 13,4 km norr om Kraniá. Trakten runt Kraniá består till största delen av jordbruksmark.